# Hertha Feiler
Hertha Feiler (Wenen, 3 augustus 1916 – München, 1 november 1970) was een Oostenrijkse actrice.

## Biografie
De dochter van een senior bouwfunctionaris bezocht de middelbare school tot ze afstudeerde. Ze gaf haar doel om pianist te worden op vanwege een peesontsteking en volgde in plaats daarvan acteerlessen. Hertha Feiler debuteerde in 1936 bij de toenmalige Scala in Wenen (niet identiek aan de Scala in Wenen, die pas in 1948 werd geopend) en maakte slechts een jaar later haar filmdebuut in Liebling der Matrosen. Sindsdien vertegenwoordigt ze het type van de slimme jonge vrouw.
Tijdens het filmen van Lauter Lügen (1938) werd ze verliefd op Heinz Rühmann, de regisseur van de film. De twee trouwden op 1 juli 1939. Hun zoon Peter Rühmann werd geboren op 7 juni 1942. Volgens de rassenwetten van Neurenberg werd Hertha Feiler beschouwd als een kwartjood. Het echtpaar Rühmann genoot echter een goede reputatie, zodat ze zich konden beschermen tegen racistische aanvallen. Beide acteurs werkten met een speciale vergunning. Enerzijds kon deze bijzondere vergunning op elk moment worden ingetrokken, anderzijds onderhielden ze sociale contacten met de filmminister Joseph Goebbels, ook in de zin van een evenwichtsoefening.
Na het einde van de oorlog nam Feiler een belang in het productiebedrijf Comedia van Rühmann. Na hun faillissement stagneerde ook hun eigen loopbaan. Gedurende deze tijd verscheen ze steeds meer in het theater totdat ze vanaf het midden van de jaren 1950 weer filmrollen kreeg. Na haar laatste film Die Ente klingelt um halb acht (1968), de 33e van haar carrière, kon ze wegens kanker geen verdere aanbiedingen meer aannemen.

## Overlijden
Hertha Feiler overleed in november 1970 op 54-jarige leeftijd aan de gevolgen van kanker. Ze werd begraven op de bosbegraafplaats van Grünwald bij München.

## Filmografie
- 1937: Liebling der Matrosen
- 1938: Adresse unbekannt
- 1938: Lauter Lügen
- 1939: Männer müssen so sein
- 1939: Flucht ins Dunkel
- 1939: Frau im Strom
- 1940: Lauter Liebe
- 1940: Kleider machen Leute
- 1941: Hauptsache glücklich
- 1942: Ewiger Rembrandt
- 1943: Der kleine Grenzverkehr
- 1944: Quax in Fahrt / Quax in Afrika
- 1944: Der Engel mit dem Saitenspiel
- 1945: Sag' die Wahrheit (onvolledig)
- 1948: Die kupferne Hochzeit
- 1949: Heimliches Rendezvous
- 1949: Ich mach dich glücklich
- 1953: Pünktchen und Anton
- 1953: Wenn der weiße Flieder wieder blüht
- 1954: Dein Mund verspricht mir Liebe
- 1954: Die schöne Müllerin
- 1955: Laß die Sonne wieder scheinen
- 1955: Wenn die Alpenrosen blüh'n
- 1956: Charleys Tante
- 1956: Opernball
- 1956: Johannisnacht
- 1956: Solange noch die Rosen blühn
- 1957: Die Heilige und ihr Narr
- 1957: Wien, du Stadt meiner Träume
- 1958: Der Maulkorb
- 1958: Die singenden Engel von Tirol (Sag' ja, Mutti)
- 1960: Mein Schulfreund
- 1961: Staatsaffairen (tv)
- 1963: Er soll dein Herr sein (tv) (Komedie van George O'Brien)[5]
- 1968: Die Ente klingelt um ½ 8